# Lijst van voetbalinterlands Trinidad en Tobago - Zuid-Korea
Deze lijst van voetbalinterlands is een overzicht van alle officiële voetbalwedstrijden tussen de nationale teams van Trinidad & Tobago en Zuid-Korea. De landen speelden tot op heden één keer tegen elkaar. Dat was een vriendschappelijke wedstrijd op 14 juli 2004 in Seoel.

## Wedstrijden
| № | Plaats | Datum        | Competitie        | Wedstrijd                       | Uitslag |
| - | ------ | ------------ | ----------------- | ------------------------------- | ------- |
| 1 | Seoel  | 14 juli 2004 | Vriendschappelijk | Zuid-Korea – Trinidad en Tobago | 1 – 1   |

## Samenvatting
| Competitie        | Totaal gespeeld | Winst Trinidad en T. | Gelijk | Winst Zuid-Korea | Doelsaldo Trinidad en T. – Zuid-Korea |
| ----------------- | --------------- | -------------------- | ------ | ---------------- | ------------------------------------- |
| Vriendschappelijk | 1               | 0                    | 1      | 0                | 1 – 1                                 |
| Totaal            | 1               | 0                    | 1      | 0                | 1 – 1                                 |

## Details

### Eerste ontmoeting
| Vriendschappelijk (Seoel, Zuid-Korea, 14 juli 2004): |              | |
| Zuid-Korea | 1 – 1        | Trinidad en Tobago |
| Cha Du-ri 52' | goals        | 77' Jason Scotland |
| Jo Bonfrère | bondscoach   | Bertille St. Clair |
| Lee Woon-jae Choi Jin-Cheul 74' Lee Min-Sung Kim Tae-Young 66' Lee Young-pyo 78' Park Ji-sung Kim Nam-il Hyun Young-Min Seol Ki-hyeon 46' Lee Dong-Gook Ahn Jung-hwan 46' | opstellingen | Kelvin Jack 67' Derek King Derek Phillips Kenwyne Jones Keyeno Thomas Marlon Rojas Angus Eve Anthony Rougier 55' Brent Rahim 85' Jason Scotland Scott Sealy |
| Cha Du-ri 46' Chung Kyung-Ho 46' Park Jae-Hong 66' Kim Jin-kyu 74' Park Jin-Sub 78'                                                                                       | wissels      | 55' Silvio Spann 67' Michael Celestine 85' Kerry Baptiste                                                                                                   |
| Seol Ki-Hyeon 28' | gele kaarten | 65' Kenwyne Jones |

TTFF · A-internationals · Bondscoaches · Selecties · Statistieken · Olympisch elftal · Vrouwenelftal van Trinidad en Tobago · Trinidad U21 · Trinidad U19 · Trinidad U17
Gold Cup 1991 · 
Gold Cup 1993 · 
Gold Cup 1996 · 
Gold Cup 1998 · 
Gold Cup 2000 · 
Gold Cup 2002 · 
Gold Cup 2005 · 
Gold Cup 2007 · 
Gold Cup 2009 · 
Gold Cup 2011 · 
Gold Cup 2013
WK 2006
1934 · 
1935 · 
1936 · 
1937 · 
1938 · 
1939 · 
1940 · 
1941 · 
1942 · 
1943 · 
1944 · 
1945 · 
1946 · 
1947 · 
1948 · 
1949 · 
1950 · 
1951 · 
1952 · 
1953 · 
1954 · 
1955 · 
1956 · 
1957 · 
1958 · 
1959 · 
1960 · 
1961 · 
1962 · 
1963 · 
1964 · 
1965 · 
1966 · 
1967 · 
1968 · 
1969 · 
1970 · 
1971 · 
1972 · 
1973 · 
1974 · 
1975 · 
1976 · 
1977 · 
1978 · 
1979 · 
1980 · 
1981 · 
1982 · 
1983 · 
1984 · 
1985 · 
1986 · 
1987 · 
1988 · 
1989 · 
1990 · 
1991 · 
1992 · 
1993 · 
1994 · 
1995 · 
1996 · 
1997 · 
1998 · 
1999 · 
2000 · 
2001 · 
2002 · 
2003 · 
2004 · 
2005 · 
2006 · 
2007 · 
2008 · 
2009 · 
2010 · 
2011 · 
2012 · 
2013 · 
2014 ·
2015 ·
2016 ·
2017 ·
2018 ·
2019 ·
2020 ·
2021 ·
2022
Anguilla · 
Antigua en Barbuda ·
Argentinië ·
Azerbeidzjan · 
Bahama's ·
Bahrein · 
Barbados · 
Belize · 
Bermuda · 
Bolivia ·
Botswana · 
Britse Maagdeneilanden · 
Canada · 
Chili · 
China · 
Colombia · 
Costa Rica · 
Cuba · 
Curaçao · 
Dominicaanse Republiek ·
Ecuador ·
Egypte ·
El Salvador ·
Engeland ·
Estland ·
Finland ·
Grenada ·
Guatemala ·
Guyana ·
Haïti ·
Honduras ·
Ierland ·
IJsland ·
India ·
Irak ·
Iran ·
Jamaica ·
Japan ·
Jordanië ·
Kaaimaneilanden · 
Kenia · 
Koeweit ·
Marokko ·
Mexico ·
Montserrat ·
Nederlandse Antillen ·
Nicaragua ·
Nieuw-Zeeland ·
Noord-Ierland ·
Noorwegen · 
Oostenrijk · 
Panama ·
Paraguay ·
Peru ·
Puerto Rico ·
Roemenië ·
Saint Kitts en Nevis ·
Saint Lucia ·
Saint Vincent en de Grenadines ·
Saoedi-Arabië · 
Schotland ·
Slovenië ·
Suriname ·
Tadzjikistan ·
Taiwan ·
Thailand ·
Tsjechië · 
Uruguay · 
Venezuela · 
Verenigde Arabische Emiraten ·
Verenigde Staten ·
Wales · 
Zuid-Afrika ·
Zuid-Korea ·
Zweden
Engeland (2006) · 
Paraguay (2006) · 
Zweden (2006)
KFA · A-internationals · Selecties · Bondscoaches · Zuid-Koreaans vrouwenelftal · Olympisch elftal · Zuid-Korea U21 · Zuid-Korea U20 · Zuid-Korea U19 · Zuid-Korea U18 · Zuid-Korea U17
1940 – 1949 ·
1950 – 1959 ·
1960 – 1969 ·
1970 – 1979 ·
1980 – 1989 ·
1990 – 1999 ·
2000 – 2009 ·
2010 – 2019 ·
2020 − 2029
WK 1954 · 
WK 1986 · 
WK 1990 · 
WK 1994 · 
WK 1998 · 
WK 2002 · 
WK 2006 · 
WK 2010 · 
WK 2014 · 
WK 2018
OS 1948 ·
OS 1964 ·
OS 1988 ·
OS 1992 ·
OS 1996 ·
OS 2000 ·
OS 2004 ·
OS 2008 ·
OS 2012 ·
OS 2016 ·
OS 2020
1948 ·
1949 ·
1950 · 
1951 · 1952 · 
1953 · 
1954 · 
1955 · 
1956 · 
1957 · 
1958 · 
1959 ·
1960 · 
1961 · 
1962 · 
1963 · 
1964 · 
1965 · 
1966 · 
1967 · 
1968 · 
1969 ·
1970 · 
1971 · 
1972 · 
1973 · 
1974 · 
1975 · 
1976 · 
1977 · 
1978 · 
1979 ·
1980 · 
1981 · 
1982 · 
1983 · 
1984 · 
1985 · 
1986 · 
1987 · 
1988 · 
1989 ·
1990 ·
1991 · 
1992 · 
1993 · 
1994 · 
1995 · 
1996 · 
1997 · 
1998 · 
1999 · 
2000 · 
2001 · 
2002 · 
2003 · 
2004 · 
2005 · 
2006 · 
2007 · 
2008 · 
2009 · 
2010 · 
2011 ·
2012 ·
2013 ·
2014 ·
2015 ·
2016 ·
2017 ·
2018 ·
2019 ·
2020 ·
2021 ·
2022 ·
2023 ·
2024
Afghanistan ·
Algerije ·
Angola ·
Argentinië ·
Australië ·
Bahrein ·
Bangladesh ·
België ·
Bolivia ·
Bosnië en Herzegovina ·
Brazilië ·
Brunei ·
Bulgarije ·
Burkina Faso ·
Cambodja ·
Canada ·
Chili ·
China ·
Colombia ·
Costa Rica ·
Cuba ·
Denemarken ·
Duitsland ·
Ecuador ·
Egypte ·
El Salvador ·
Engeland ·
Filipijnen ·
Finland ·
Frankrijk ·
Georgië ·
Ghana ·
Griekenland ·
Guam ·
Guatemala ·
Haïti ·
Honduras ·
Hongarije ·
Hongkong ·
IJsland ·
India ·
Indonesië ·
Irak ·
Iran ·
Israël ·
Italië ·
Ivoorkust ·
Jamaica ·
Japan ·
Jemen ·
Joegoslavië ·
Jordanië ·
Kameroen ·
Kazachstan ·
Kenia ·
Kirgizië ·
Koeweit ·
Kroatië ·
Laos ·
Letland ·
Libanon ·
Libië ·
Luxemburg ·
Macau ·
Malediven ·
Maleisië ·
Mali ·
Malta ·
Marokko ·
Mexico ·
Moldavië ·
Mongolië ·
Myanmar ·
Nederland ·
Nepal ·
Nieuw-Zeeland ·
Nigeria ·
Noord-Ierland ·
Noord-Korea ·
Noord-Macedonië ·
Noorwegen ·
Oekraïne ·
Oezbekistan ·
Oman ·
Pakistan ·
Palestina ·
Panama ·
Paraguay ·
Peru ·
Polen ·
Portugal ·
Qatar ·
Roemenië ·
Rusland ·
Saoedi-Arabië ·
Schotland ·
Senegal ·
Servië ·
Servië en Montenegro ·
Singapore ·
Slowakije ·
Soedan ·
Spanje ·
Sri Lanka ·
Syrië ·
Tadzjikistan ·
Taiwan ·
Thailand ·
Togo ·
Trinidad en Tobago ·
Tsjechië ·
Tunesië ·
Turkije ·
Turkmenistan ·
Uruguay ·
Venezuela ·
Verenigde Arabische Emiraten ·
Verenigde Staten ·
Vietnam ·
Wales ·
Wit-Rusland ·
Zambia ·
Zuid-Jemen ·
Zuid-Vietnam ·
Zweden ·
Zwitserland
Algerije (2014) · 
Australië (2015, 2) ·
België (2014) · 
Duitsland (2018) · 
Frankrijk (2006) · 
Griekenland (2010) ·
Mexico (2018) ·
Nigeria (2010) · 
Portugal (2022) · 
Rusland (2014) · 
Togo (2006) · 
Zweden (2018) ·
Zwitserland (2006)